# HMA 23
L'His Majesty's Airship 23, o semplicemente HMA 23, fu un dirigibile rigido da addestramento sviluppato dalla divisione aeronautica dell'azienda britannica Vickers Limited, capoclasse dell'omonima classe di dirigibili utilizzati dal Royal Naval Air Service (RNAS) durante la prima guerra mondiale.
Impostato il 1º gennaio 1916, la sua costruzione proseguì lentamente a causa della scarsa disponibilità dei materiali e di scioperi, staccandosi da terra per la prima volta il 19 settembre 1917 nei pressi degli stabilimenti Vickers di Barrow-in-Furness.
L'HMA 23 è noto per essere stato il primo dirigibile britannico ad effettuare esperimenti per l'abbinamento a un caccia parassita, che tra l'ottobre e il novembre 1918 ha trasportato un Sopwith Camel 2F.1 sganciandolo e facendolo atterrare con successo.

## Utilizzatori
Regno Unito
- Royal Naval Air Service